# 超融合基礎架構
超融合基礎架構（Hyper-converged infrastructure，縮寫爲HCI），是一種整合了儲存設備及虛擬運算的資訊基礎架構框架。在這樣的架構環境中，同一廠商的伺服器與儲存等硬體單元，搭配虛擬化軟體，被整合在一個機箱之中。這個名詞是從「融合基礎架構」衍生而成而成的新词，意爲可提供比融合式架構更進一步的「融合」。

## 特色
概括來說，超融合基礎架構能提供資料中心在可用性及可靠性上的需要，而且整個系統能被集中管理，所有對設備硬體的管理工作均可透過單一軟體界面完成。與融合式架構的差別在於，融合式架構是以套件爲單位，其硬體架構是分散的，伺服器與儲存設備是各自獨立的；超融合基礎架構則是將伺服器與儲存整合在一個單元機箱爲來提供服務。換言之，在超融合基礎架構中，不需要專用的存儲子系統（如磁碟陣列）。
超融合基礎架構跳脫了一個只是打包在一起的系統，而是進化成一個運行在現成x86伺服器上的軟體定義運行環境。它的架構由一致的安裝了本地儲存裝置的x86伺服器所組成，所有資源的調派均不涉及底層實體硬體的組態設定，而是以虛擬機爲核心，以單一的軟體定義方式來規畫底層硬體，然後向用戶交付需要的資源，因而具備了管理簡單、類似積木堆疊方式彈性擴充等特性；而藉由叢集架構還可容忍部份節點故障，並迅速地調整配置，讓資訊中心能更有效率並且降低總體擁有成本。

## 可能的影響
超融合基礎架構使得企業無需再面對各種不同廠牌的伺服器及儲存系統，雖然它目前在市場上仍然無法替代儲存系統，但是它將促進簡化系統管理工作以及提高資源利用率。
高德纳公司預計，超融合基礎架構市場規模將從2016年的近20億美元增長到2019年的約50億美元，在融合系統市場占比達24%，並在2020年成為資料中心的主流。

## 提供超融合基礎架構產品廠商
包括 Bigstack 堆疊股份有限公司 （页面存档备份，存于）、Nutanix、SimpliVity、深信服 （页面存档备份，存于）、SmartX （页面存档备份，存于）、戴爾、惠普、EMC、富士通、NetApp、华为與日立數據系統等。